# BoA SPECIAL LIVE 2013 ~Here I Am~
《BoA SPECIAL LIVE 2013 ~Here I Am~》은 대한민국의 가수 보아의 첫 번째 국내 콘서트 투어이다.

## 개요
2012년 12월 11일, SM 엔터테인먼트는 각종 언론은 통해 보아의 첫번째 콘서트 일정을 발표하였고, 9일 후인 12월 20일에 G마켓을 통해 예매가 진행되었다. 예매와 동시에 전석이 매진될 정도로 호응이 좋아 1월 27일의 추가 공연이 결정되었다.

## 일화
- 첫 번째 공연 날에는, 앵콜곡 〈No.1〉을 부르던중 팬들이 "가끔잠든 나의 창에 찾아와 그의 안부를 전해줄래"라는 가사가 나올때, "HERE WE ARE!"가 씌여진 팜플렛을 일제히 들었다.
- 두 번째 공연 날에는, 앵콜곡 〈네모난 바퀴 (Hope)〉를 부르다가 울먹였다.
- 2013년 5월 19일, 대만 공연에서 앵콜곡 〈No.1〉을 부르던 중 관객들의 '감동이죠', '울어줘~'라고 적힌 슬로건을 펼쳐 보여 감동의 눈물을 쏟았다는 후문이 있다.[3]
- 대구 콘서트에서는 팬들의 아틀란티스 소녀 선창으로 조금이나마 팬들의 영원한 염원인 아틀란티스 소녀를 보아의 목소리로 들을 수 있었다.

## 투어 일정
| 날짜            | 도시 | 국가     | 장소                   | 관객 동원 |
| --------------- | ---- | -------- | ---------------------- | --------- |
| 2013년 1월 26일 | 서울 | 대한민국 | 올림픽공원 올림픽 홀   | 7,500명   |
| 2013년 1월 27일 | 서울 | 대한민국 | 올림픽공원 올림픽 홀   | 7,500명   |
| 2013년 5월 19일 | 대북 | 대만     | 국립 대만대학교 체육관 | 3,000명   |
| 2013년 5월 25일 | 대구 | 대한민국 | 엑스코 5층 컨벤션 홀   | 2,500명   |
| 2013년 6월 1일  | 부산 | 대한민국 | 부산 KBS홀             | 2,600명   |

## 세트 리스트
- Opening VCR (1st ALBUM ~ 7th ALBUM) -
- Hurricane Venus
- Dangerous
- Energetic

- Ment -
- Eat You Up
- The Shadow

- Costume Change -
- Do You Love Me？(둘이 함께)
- My Name
- Look Who's Talking
- Did Ya

- Instrument Medley (No.1 + Only One + 아틀란티스 소녀) -
- 한별 (Implode)

- Ment -
- 늘... (Waiting)
- 메리-크리 (Merry-Chri)
- 공중정원 (Garden In The Air)

- Ment -
- 그런 너 (Disturbance)
- Only One_Extended Ver.

- Band Introduction -
- Medley

1. LISTEN TO MY HEART
2. ID ; Peace B
3. VALENTI

- Dancer Introduction -
- LOSE YOUR MIND
- BUMP BUMP!

- Ment -
- Not Over U
- I Did It For Love
- Girls On Top

- Encore -
- No.1

- Ment -
- 네모난 바퀴 (Hope)

## 콘서트 DVD
이 콘서트 투어의 DVD는 2015년 6월 30일에 발매, 2013년 1월 27일 서울 공연이 수록되었다.
DVD 패키지로는 100p 가량의 포토북을 포함한 2DVD 형태로 발매된다. DVD에는 콘서트 실황을 포함한 콘서트 준비과정 및 인터뷰, 백스테이지가 수록된다. 하지만 저작권의 이유로 LOSE YOUR MIND만 수록에서 제외되었다.

## 제작
- 주최 : SM 엔터테인먼트
- 주관 : 드림메이커
- 후원 : G마켓